# Adlertag

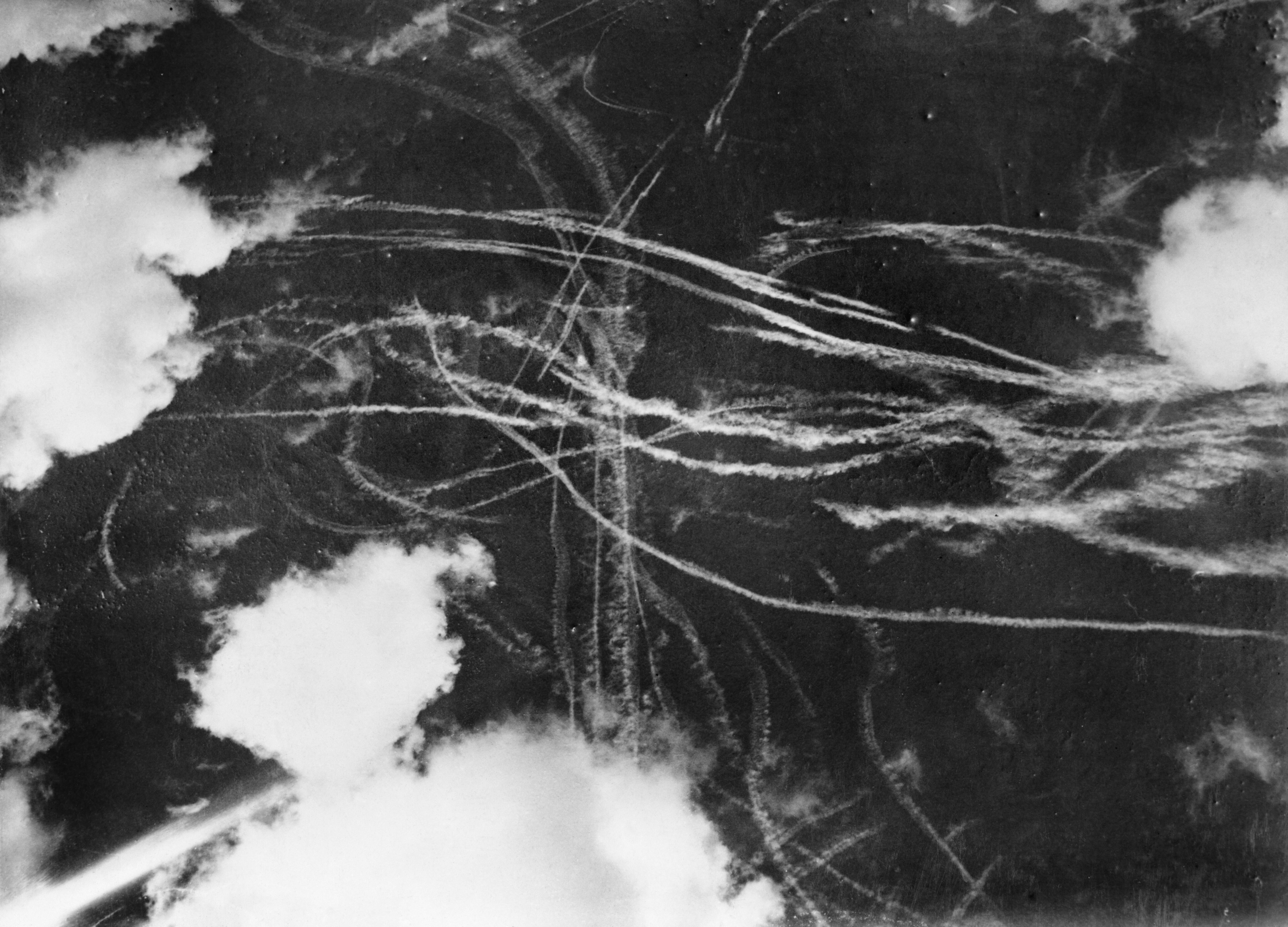
Combat aérien, 1940

L'Adlertag (« Jour de l'Aigle »),,,, désigne le premier jour de l'Unternehmen Adlerangriff (« Opération Attaque de l'Aigle »), qui était le nom de code de l'opération aérienne allemande engagée par la Luftwaffe (Force aérienne allemande) pour détruire la Royal Air Force (RAF) britannique. En juin 1940, les alliés avaient été battus en Europe occidentale et en Scandinavie. Malgré tout, la Grande-Bretagne avait repoussé toutes les offres pour une paix négociée.
Hitler avait donné à la Wehrmacht une directive (Directive No. 16) qui ordonnait la préparation d'une attaque aérienne du Royaume-Uni. L'invasion du Royaume-Uni portait le nom de code Unternehmen Seelöwe (Opération Seelöwe = opération Lion de Mer). Précédant cette invasion, la maîtrise de l'air était nécessaire avant le déclenchement des opérations par mer et sur terre. La Luftwaffe devait détruire la RAF en vue de l'empêcher d'attaquer la flotte de débarquement ou de fournir une protection à la flotte de la Royal Navy qui pouvait s'opposer au débarquement. Hitler avait ordonné au commandant en chef de la Luftwaffe, le Reichsmarschall Hermann Göring et à l'état-major de la Luftwaffe de préparer cet assaut.
La cible principale était le RAF Fighter Command, c'est-à-dire la chasse britannique. Au cours du mois de juillet et du début d'août, les Allemands se sont préparés pour le Adlertag. La date de l'assaut a été repoussée plusieurs fois à cause du mauvais temps. Finalement, elle a été fixée au 13 août 1940. Les attaques allemandes du 13 août ont provoqué des dégâts importants et des victimes au sol, mais elles n'ont pas entamé la capacité du Fighter Command à défendre l'espace aérien britannique.
Göring avait promis à Hitler que le Adlertag (jour de l'Aigle) et le Adlerangriff (attaque de l'Aigle) obtiendraient les résultats recherchés en quelques jours, tout au plus quelques semaines. Ils devaient marquer le début du déclin du RAF Fighter Command mais l'Adlertag, et les opérations qui ont suivi, ont échoué à détruire la RAF. Les combats engagés au cours de l'Adlertag et des jours suivants portent le nom de Bataille d'Angleterre. Au fur et à mesure de cette campagne, la Luftwaffe a dû renoncer à obtenir la supériorité aérienne vis-à-vis de la RAF. Finalement, l'Opération Seelöwe a été annulée.

## Préparatifs de la Luftwaffe

### Renseignement

Carte montrant la couverture radar autour de la Grande-Bretagne.

La faiblesse des renseignements a souvent été invoquée pour expliquer l'échec de l'Adlertag. Alors que le rapport des forces entre Allemands et Britanniques était sensiblement égal, les Britanniques ont obtenu un avantage décisif dans le domaine du renseignement. La cryptanalyse de la machine Enigma et la faible discipline dans les transmissions de la Luftwaffe ont permis aux Britanniques d'accéder aisément aux communications allemandes. L'impact de ULTRA dans la Bataille d'Angleterre est un sujet de controverses. Certains historiens affirment que cela n'a pas eu d'impact direct. Cependant, ULTRA et le Y service en particulier, ont donné aux Britanniques une image de plus en plus précise des plans de bataille allemands.
Joseph « Beppo » Schmidt était l'officier de renseignement de la Luftwaffe. Durant tout le temps de l'opération, Schmidt a commis une série d'erreurs. En juillet 1940, Schmidt a grossièrement surestimé les forces de la Luftwaffe et sous-estimé celles de la RAF. Les erreurs les plus importantes concernent l'identification des bases aériennes et celle des sites de production. Schmidt avait affirmé que le nombre de bases opérationnelles dans le sud de l'Angleterre était très réduit; il avait estimé que les Britanniques ne pouvaient produire que 180 à 330 chasseurs par mois (alors que le chiffre exact était 496) et que ce nombre ne pouvait que décroître. Tout cela indiquait que la RAF ne pouvait soutenir une longue bataille d'usure. Schmidt soutenait que le commandement à tous les niveaux était rigide et inflexible, que les chasseurs étaient strictement affectés à leurs bases. De plus, Schmidt a oublié de mentionner que les services de maintenance de la RAF pouvaient rapidement réparer un avion endommagé. Il a prévu une bataille brève. Enfin et tout particulièrement, Schmidt a négligé de mentionner le radar,,.
L'absence d'attaques soutenues et concentrées sur les radars a permis à ces derniers de déclencher le déploiement rapide des unités de la RAF aux moments opportuns. Les alertes répétées sur l'intrusion des raids ont été cruciales pour le Fighter Command. La Luftwaffe avait également de mauvaises informations sur les missions des différentes bases de la RAF. Elle s'est fréquemment trompée, en identifiant certains aéroports comme bases du Fighter Command, alors qu'ils appartenaient au RAF Coastal Command ou au RAF Bomber Command. Le Jour de l'Aigle, bien des cibles visées par la Luftwaffe, et qui ont été détruites, n'appartenaient pas au Fighter Command.

### Objectifs et ordre de bataille

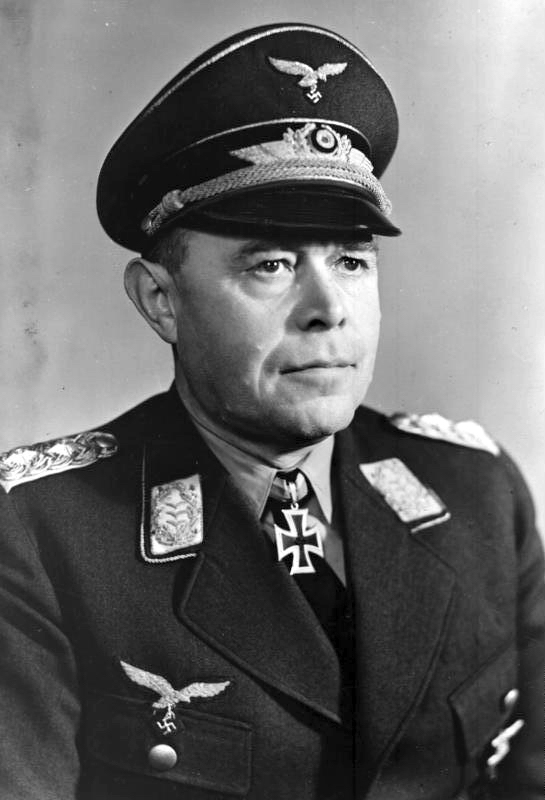
Albert Kesselring commandant la Luftflotte 2.

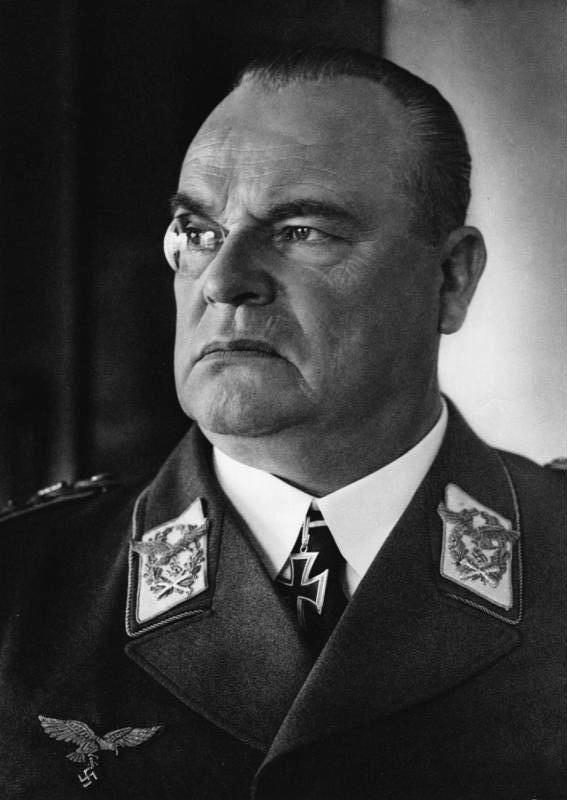
Hugo Sperrle, commandand la Luftflotte 3.

Les objectifs suivants étaient visés par l'attaque du 13 août 1940 :
| Objectifs du 13 août 1940                                  | Objectifs du 13 août 1940 |
| Escadrons allemands de bombardement                        | Objectifs |
| ---------------------------------------------------------- | --- |
| Kampfgeschwader 1 (escadron de bombardiers no 1) ou (KG 1) | RAF Biggin Hill |
| Kampfgeschwader 76 (KG 76)                                 | - RAF Kenley - RAF Debden - RAF Biggin Hill - Autres objectifs inconnus. |
| Kampfgeschwader 2 (KG 2)                                   | - RAF Hornchurch - RAF Eastchurch - RAF Manston |
| Kampfgeschwader 3 (KG 3)                                   | RAF Eastchurch, |
| Kampfgeschwader 53 (KG 53)                                 | RAF North Weald |
| Erprobungsgruppe 210                                       | - Stations de Radar - Rye, Pevensey, Douvres - RAF Hawkinge (en), RAF Manston, RAF Kenley                                                                                           |
| Kampfgeschwader 4 (KG 4)                                   | Objectifs inconnus, opérations de minage dans la Manche. |
| Kampfgeschwader 40 (KG 40)                                 | RAF Dishforth (en) |
| Kampfgeschwader 26 (KG 26)                                 | - RAF Dishforth - Linton-on-Ouse (en) |
| Kampfgeschwader 30 (KG 30)                                 | RAF Driffield (en) |
| Kampfgeschwader 27 (KG 27)                                 | Ports de Bristol, Birkenhead, Liverpool |
| Lehrgeschwader 1 (escadron d'instruction no 1) ou (LG 1)   | - RAF Worthy Down (en) - Ports de Southampton, Portsmouth et aéroports voisins - RAF Detling (en), - Autres opérations non spécifiées.                                              |
| Sturzkampfgeschwader 3 (StG 3)                             | StG 3 devait participer. Pour des raisons inconnues, il n'a pas été engagé le 13 août. D'autres sources affirment que la mission de l'unité a été annulée à cause du mauvais temps. |
| Kampfgeschwader 51 (KG 51)                                 | - RAF Bibury (en) - Port de Spithead - Station radar de Ventnor |
| Kampfgeschwader 54 (KG 54)                                 | - Base aérienne de Gosport - RAF Croydon - RAF Farnborough (en) - RAF Odiham |
| Kampfgeschwader 55 (KG 55)                                 | - Plymouth - Feltham - RAF Middle Wallop (en) |
| Sturzkampfgeschwader 1 (StG 1)                             | - RAF Warmwell (en) - RAF Detling |
| I., and II./Sturzkampfgeschwader 2 (StG 2)                 | - Port de Portland et aéroports voisins - RAF Middle Wallop, RAF Warmwell - Yeovil                                                                                                  |
| Sturzkampfgeschwader 77 (StG 77)                           | RAF Warmwell, Portland |

## Préparatifs de la RAF

### Détection

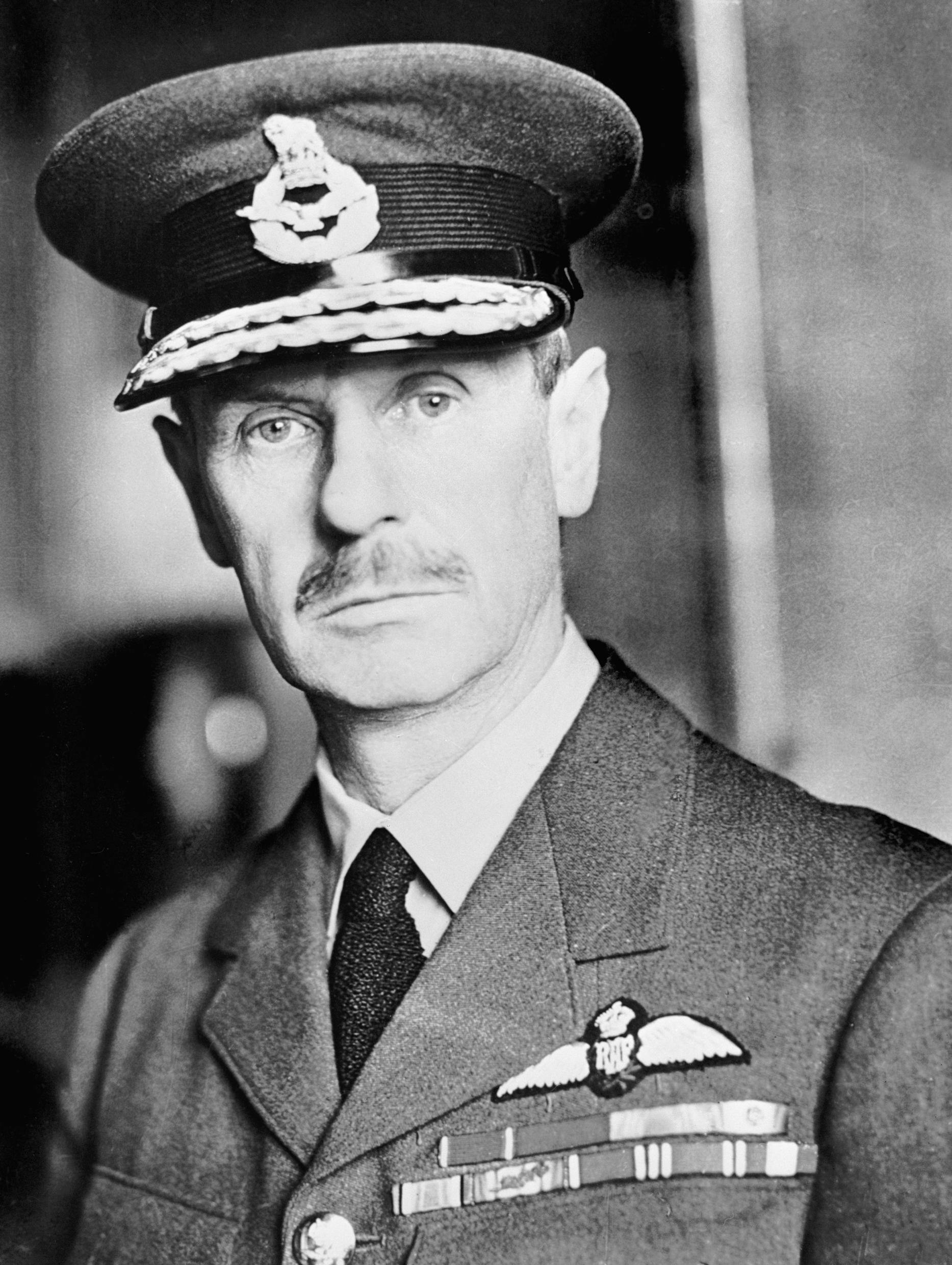
Hugh Dowding, Commandant en Chef du Fighter Command.

La clé de voûte de la défense britannique était le système complexe de détection, commandement, et contrôle qui était mis en action au cours des combats. On l'a appelé le « Dowding System », car son concepteur principal était l'Air Chief Marshal Sir H.C.T. « Stuffy » Dowding, commandant en chef du RAF Fighter Command. Dowding avait modernisé un système créé en 1917 par le Major général E B Ashmore (en). Le cœur du Dowding's system avait été organisé par Dowding lui-même: la mise en œuvre du Radio Direction Finding (RDF, plus tard appelé radar, pour radio direction finding and ranging) permettait d'observer l'approche des avions ennemis qui se dirigeaient vers les côtes britanniques. Une fois que les avions avaient franchi la ligne des radars, l'observation visuelle de leur trajectoire était confiée au Royal Observer Corps (en) (ROC) (Royal Corps des Observateurs) réparti à l'intérieur du territoire. Les informations du RDF et du Observer Corps étaient transmises à la salle principale des opérations du Quartier Général du Fighter Command située au RAF Bentley Priory. Ce système a permis de manière cruciale à la RAF d'intercepter efficacement les avions ennemis qui pénétraient dans le ciel britannique,.
Les premières indications des raids aériens hostiles étaient détectées par les infrastructures radar du Chain Home Radio Direction Finding (RDF) réparties tout au long des côtes de la Grande-Bretagne. Dans de nombreux cas, le RDF pouvait observer les formations d'avions de la Luftwaffe lors de leur rassemblement au-dessus de leurs bases situées au nord de la France et en Belgique et pouvait suivre la trajectoire de ces raids. Les signaux radar étaient évalués pour déterminer s'ils correspondaient à des avions « hostiles » ou « amis ». Lorsque les signaux étaient hostiles, l'information parvenait à la « salle principale des opérations ». Des renseignements supplémentaires étaient fournis par les postes radio du Y Service, qui étaient à l'écoute des communications radio ennemies, et par le centre de décodage de ULTRA, basé à Bletchley Park. Ces deux services informaient la RAF sur l'ordre de bataille allemand.

### Visualisation des raids
Dans la « salle principale des opérations », les trajectoires de chaque raid étaient matérialisées par des Women's Auxiliary Air Force (WAAF) qui recevaient les informations par téléphone. Des marques avec des codes de couleur représentaient chaque raid sur une très grande table, recouverte par une carte du Royaume-Uni et quadrillée par le British Modified Grid. Au fur et à mesure que les signaux radar des avions se déplaçaient, les marques étaient poussées sur la carte grâce à un « râteau » magnétique. Ce système permettait au Fighter Controller et à Dowding de voir où chaque formation se dirigeait, à quelle hauteur, et à quelle vitesse. Cela permettait d'envisager quelles étaient les cibles possibles. L'ancienneté du renseignement pour chaque raid était codée par la couleur de la marque correspondante. La simplicité de ce système faisait que les décisions pouvaient être prises rapidement.

### Transmission et interception
Les informations étaient transmises en temps réel aux quartiers généraux de chaque groupe où ils étaient d'abord contrôlés avant d'arriver dans une autre salle des opérations. Comme chaque groupe avait le contrôle tactique du combat, ces salles d'opérations étaient différentes de celle du Quartier Général de Bentley Priory. Les cartes utilisées représentaient la zone d'action du groupe et les bases associées. Un équipement très complet radio et téléphone transmettait et recevait un flux constant d'informations des différents secteurs des bases ainsi que du Observer Corps, du AA Command et de la marine. Si le système téléphonique tombait en panne, des ingénieurs intervenaient rapidement pour réparer les communications interrompues. Le « Duty fighter controller » était la personne qui était chargée de décider comment et quand chaque raid pouvait être intercepté.